# Miłosz Horodyski
Miłosz Rafał Horodyski (ur. 1974 w Krakowie) – artysta, pisarz, reportażysta, reżyser i realizator filmowy, kulturoznawca, dziennikarz, nauczyciel akademicki.

## Życiorys
Artysta Instytutu Sztuk Progresywnych związany z ASP w Krakowie, pisarz, PR-owiec. Pełnił funkcję zastępcy dyrektora TVP3 w Krakowie jako szef Regionalnej Agencji Producenckiej. Prezes Apollo Film. Twórca filmów dokumentalnych emitowanych w TVP1, TVP2, TVP Historia i TVP3. Za film „Dla dobra służby” otrzymał nagrodę na 20 Festiwalu Mediów „Człowiek w zagrożeniu”. Nagrodzony Nagrodą Dziennikarzy Małopolski 2012 w kategorii reportaż społeczny. Za film „Hutnik – historia pisana powielaczem” otrzymał medal 25-lecia Solidarności. Wyróżniony nagrodą specjalną na XXVII Międzynarodowym Katolickim Festiwalu Filmów i Multimediów Niepokalanów 2012. Kilkukrotny laureat konkursu Filmoteka Małopolska. Dziennikarz radiowy. Wykładowca w Zakładzie Teorii Sztuki Mediów Wydziału Intermediów ASP w Krakowie, uczestnik wielu wystaw indywidualnych i zbiorowych. Wyróżniony na III Ogólnopolskim Konkursie Plastycznym Kolaż – Asamblaż 2018 Autor prac naukowych z zakresu mitów współczesności, kultury audiowizualnej i języka nowych mediów oraz nowych technologii. W końcu lat 80 XX w. związany z ruchem Federacja Młodzieży Walczącej. Członek Polskiego Towarzystwa Kulturoznawczego, członek założyciel Stowarzyszenia „Sieć Solidarności” oraz Centrum Społeczności Żydowskiej w Krakowie.

## Filmy dokumentalne
- 2007 Czerwony maj, realizacja i scenariusz – emisja TVP2
- 2007 Pałka i Konstytucja, realizacja i scenariusz – emisja TVP2
- 2007 Hutnik- historia pisana powielaczem, reżyseria, scenariusz, zdjęcia – emisja TVP2[25][26]
- 2008 Tożsamość wolności, realizacja, montaż – emisja TVP Kraków[27]
- 2008 Nowa Huta walczy!, reżyseria, scenariusz, zdjęcia – emisja TVP Historia[26]
- 2008 Niewidzialni drukarze, reżyseria, scenariusz, zdjęcia, montaż – emisja TVP Historia[26]
- 2009 Dymy nad Arką Pana, realizacja, montaż – emisja TVP 1, pokaz plenerowy w 20 rocznicę wyborów czerwcowych na Rynku Głównym w Krakowie[28]
- 2009 Plotka pod dozorem specjalnym, realizacja, montaż – emisja TVP 1
- 2009 Niebezpieczne twarze, realizacja – emisja TVP Kraków[29]
- 2009 Myśli niecenzurowane, realizacja, montaż – emisja TVP Kraków
- 2010 Dla dobra służby, realizacja – emisja TVP Kraków[30]
- 2011 Ukryte taśmy stanu wojennego, współpraca realizatorska – emisja TVP 2[31]
- 2014 Krakowska „Solidarność”: Geneza, realizacja – emisja TVP Kraków
- 2015 Od „Solidarności” do samorządności, realizacja
- 2016 Arka Wolności, realizacja

## Publikacje naukowe
- Ufo – mit współczesności [w:] Nomos kwartalnik religioznawczy (2000/ 30-31)[19]
- Bliskie spotkania z istotami z kosmosu jako współczesna percepcja Nadprzyrodzonego, [w:] Nadprzyrodzone pod red. Elżbiety Przybył (2001)[32]
- Globalizacja, antyglobaliści i głód mitu, [w:] Państwo i Społeczeństwo (2002)[33]
- Inforozrywka i tabloidyzacja mediów jako sposób mitologizacji świata, [w:] Konwergencja mediów – orientacje i praktyki badawcze (2013)[34]
- Między sztuką a komercją. Reklama Banku Pekao S.A. w latach 1948–1989. (2022)
- Człowiek wobec przełomowych technologii, [w:] Metaświat. Prawne i techniczne aspekty przełomowych technologii. (2023)[35]
- Future literacy oraz kompetencje przyszłości, jako odpowiedź na wyzwania współczesnego projektowanie bezpieczeństwa (2023)[36]
- Dotknięcie bezgraniczności metaświata, [w:] Od modernizmu do metaświata. (2023)

## Książki literackie
- Straszne skutki awarii odkurzacza, [w:] Utopay. Antologia opowiadań futurystycznych. (2022)
- Bezgłowy kurczak i wyczekiwana apokalipsa. (2024)